# 拉迪斯波利
拉迪斯波利（義大利語：Ladispoli），是意大利拉齐奥大区罗马首都广域市一個臨海市鎮，在羅馬市中心以西35（22英里）處。1970年代末至1990年代初曾設有難民營，收容因為政治或宗教原因投靠西方的蘇聯人。猶太裔蘇聯人在1980年代於拉迪斯波利難民營的經歷，於2007年首次在馬克西姆·D·施雷爾的回憶錄《等待美國》（Waiting for America）中公諸於世。

## 友好城市
- 法國 圣萨万

## 外部連結
- Official website （義大利語、英語、法語、西班牙語和德語）
- Airport Transfers from and to Rome （页面存档备份，存于）